# Tomokazu Myōjin
Tomokazu Myōjin (jap. 明神智和 Myōjin Tomokazu; ur. 24 stycznia 1978 w Hyōgo) – japoński piłkarz grający na pozycji defensywnego pomocnika.

## Kariera klubowa
Karierę piłkarską Myojin rozpoczął w klubie Kizu FC, a następnie był członkiem zespołu Eagles United FC. Pierwszym profesjonalnym klubem w jego karierze była Kashiwa Reysol. W 1996 roku został włączony do kadry pierwszego zespołu, a 16 marca zadebiutował w J-League w spotkaniu z Urawą Red Diamonds. Z kolei pierwszego gola w lidze zdobył rok później, 23 sierpnia w spotkaniu z Kashimą Antlers. W 1999 roku zajął z Kashiwą 3. miejsce w J-League, najwyższe w historii występów klubu w profesjonalnej lidze japońskiej. Osiągnął też inny sukces – zdobył Puchar J-League. Od 2002 roku bronił się z Kashiwą przed spadkiem i ostatecznie w 2005 roku został z nią zdegradowany do drugiej ligi.
W 2006 roku po spadku Kashiwy Myojin przeszedł do Gamby Osaka, mistrza Japonii. W tym samym sezonie zajął z Gambą 3. pozycję w J-League. W 2007 roku powtórzył to osiągnięcie oraz zdobył kolejny Puchar J-League, a także Superpuchar Japonii.
| Sezon | Klub           | Kraj    | Rozgrywki | Mecze | Bramki |
| ----- | -------------- | ------- | --------- | ----- | ------ |
| 1996  | Kashiwa Reysol | Japonia | J-League  | 11    | 0      |
| 1997  | Kashiwa Reysol | Japonia | J-League  | 13    | 1      |
| 1998  | Kashiwa Reysol | Japonia | J-League  | 28    | 0      |
| 1999  | Kashiwa Reysol | Japonia | J-League  | 30    | 1      |
| 2000  | Kashiwa Reysol | Japonia | J-League  | 29    | 2      |
| 2001  | Kashiwa Reysol | Japonia | J-League  | 29    | 0      |
| 2002  | Kashiwa Reysol | Japonia | J-League  | 27    | 1      |
| 2003  | Kashiwa Reysol | Japonia | J-League  | 29    | 1      |
| 2004  | Kashiwa Reysol | Japonia | J-League  | 28    | 5      |
| 2005  | Kashiwa Reysol | Japonia | J-League  | 28    | 1      |
| 2006  | Gamba Osaka    | Japonia | J-League  | 25    | 0      |
| 2007  | Gamba Osaka    | Japonia | J-League  | 33    | 2      |
| 2008  | Gamba Osaka    | Japonia | J-League  |       |        |

## Kariera reprezentacyjna
W reprezentacji Japonii Myojin zadebiutował 8 lutego 2000 roku w zremisowanym 0:0 spotkaniu Carlsberg Cup z Hongkongiem. W 2002 roku znalazł się w kadrze Philippe’a Troussiera na Mistrzostwa Świata 2002, którego współgospodarzem była Japonia. Na tym Mundialu wystąpił w trzech spotkaniach: wygranym 1:0 z Rosją, wygranym 2:0 z Tunezją oraz przegranym w 1/8 finału z Turcją. Karierę reprezentacyjną zakończył po tym turnieju. W 2001 roku dotarł do finału Pucharu Konfederacji, a w 2000 roku zdobył Puchar Azji. Do 2003 roku w kadrze Japonii rozegrał 26 meczów i zdobył 3 gole. W 2000 roku wraz z reprezentacją olimpijską wziął udział w Igrzyskach Olimpijskich w Sydney.